# Острівні вікові насадження (заповідне урочище)
Острівні́ вікові́ наса́дження — лісове заповідне урочище в Україні. Розташоване в межах Костопільського району Рівненської області. 
Площа 46,3 га. Створене рішенням Рівненського облвиконкому № 343 від 22.11.1983 року. Землекористувач: ДП «Костопільський лісгосп» (Костопільське лісництво, кв. 1, вид. 1, 14, 15, 18, 26, 27, 30; кв. 2, вид. 17, 19, 23). 
В урочищі охороняються високобонітетні мальовничі насадження дуба з домішкою сосни, берези, вільхи. Вік дубових насаджень 130-150 років. У підліску ростуть бузина чорна, бруслина бородавчаста, ліщина.